# Ридолфо Гирландайо
Ридолфо Гирландайо (на италиански: Ridolfo del Ghirlandaio; * 4 февруари 1483, Флоренция, Флорентинска република, † 6 юни 1561) е флорентински художник от епохата на Зрелия и Късния ренесанс, син на художника Доменико Гирландайо. Представител на Флорентинската живописна школа.

## Биография
Ридолфо Гирландайо е роден във Флоренция на 4 февруари 1483 г. в семейството на известния художник Доменико Гирландайо (* 1449, † 1494) и Костанца ди Бартоломео Нучи. Когато баща му умира, той е само на 11 г. и отива да живее при чичо си Давид, който го отглежда като свое дете и става негов учител в изкуството. Живее при него и след брака си през 1510 г. с Контесина дел Бианко Дети и посещава работилницата му поне до 1511 г. 
След смъртта на първата си съпруга се жени за Николоза ди Сер Бартоломео д'Антонио Меи, увеличавайки наследеното от баща си богатство и насочвайки синовете си, според Джорджо Вазари, към търговията във Франция и във Ферара. Вазари е негов приятел: дадената от него информация е надеждна и е потвърдена от други източници и архивни документи. Животът му преминава спокойно у дома му във Флоренция сред многобройните му (петнадесет) деца. 
Умира във Флоренция на 6 юни 1561 г. на 78-годишна възраст. 

## Творчество
Негов основен наставник и учител е чичо му Давид Гирландайо, а по късно, според Джорджо Вазари, е обучаван и от Фра Бартоломео. По отношение на художествения стил върви по стъпките на баща си, като изпитва и влиянието на Рафаело и Пиеро ди Козимо. Работи само в родния си град и отказва предложението на Рафаело Санцио, който е негов приятел, да се премести в Рим. 
Според Вазари художникът веднага демонстрира забележителни умения, като практикува върху скиците на Микеланджело и Леонардо да Винчи в Палацо Векио, и отива да изучава и копира стенописите на Мазачо в Капела „Бранкачи“. Той придобива добър опит в рисуването при Фра Бартоломео и се радва на уважението и приятелството на Рафаело по време на престоя му във Флоренция, така че той му дава да завърши мантията на една от неговите Мадони (обикновено идентифицирана с Красивата градинарка в Лувъра).
Докато работи в работилницата на чичо си Давид, Ридолфо извършва и самостоятелна дейност, защото Давид се посвещава основно на техниката на мозайката. Предвид оскъдността на сигурни произведения на чичо му и липсата на истински връзки с изкуството на баща му изглежда, че живописното му начало е по-скоро в контекста на първия флорентински „класицизъм” и на определени „протоманиеристични" решения, които разкриват интереса му към Пиеро ди Козимо. Това е видимо в първата му датируема твоба – Мадоната на трон между св. св. Франциск и Мария Магдалина (1503 г., Флорентинска академия за изящни изкуства). Пейзажът е свидетелство за междинния му път между Фра Бартоломео и Пиеро ди Козимо, а с последния е свързано търсенето на неподвижни светлинни декорации и някои съкратени решения на формата във фигурите. 
От 1503 г. би трябвало да датира и тондото с фигурите на Св. св. Петър и Павел (Уфици, Флоренция). Въпреки че тази картина е изрично поръчана през 1503 г. на чичо му, тя се вписва доста добре сред първите сигурни произведения на Ридолфо поради елементите, изведени от Фра Бартоломео и Пиеро ди Козимо. Тондото се явява в близък стилистичен контакт с олтарната картина от 1503 г. и с Коронацията на Мадоната, нарисувана от Ридолфо през 1504 г. за манастира на монахините в Риполи, (сега в Лувъра). Към онзи период се отнася и тондото с Поклонението на пастирите (днес в Градската  художествена галерия на Манчестър). 
Препратки към Леонардо да Винчи, Пиеро ди Козимо и Фра Бартоломео все още присъстват в платното Отиването на Голгота (Национална галерия (Лондон)), което, според Вазари, му носи голяма слава. По онова време той създава и Рождество Христово, за което Вазари казва, че е нарисувано за манастира Честело. 
Първите портрети – дело на твореца са от втората половина на века; той се утвърждава в този жанр и той му носи голяма почит, както свидетелства и Вазари: „защото безкрайни бяха произведенията и картините, излезли от работилницата на Ридолфо, и още повече портретите от натура...“. Най-старият от тях изглежда е Мъжът с „качулка" (Художествен институт, Чикаго), до когото е поставена Дама със заек (Галерия на Йейлския университет). 
- Дама със заек (1508), Художествена галерия на Йейлския университет
- Портрет на млад мъж (1510), Галерия Боргезе (Рим)
- Лукреция Сомария (ок. 1510), Национална художествена галерия (Вашингтон)
- Христофор Колумб (ок. 1520), Морски музей „Галата“ (Генуа)

По онова време художникът създава и няколко забележителни картини с религиозни тематика като Сватбата на Св. Катерина, идентифицира с тази, нарисувана за църквата „Сан Якопо“ в Риполи (днес в Консерватория „Куйете“, Флоренция), двете странични картини с фигури на ангели (Флорентинска академия) и четирите органни двери със светиите Йероним Блажени, Себастиан, Козма и Дамян, идващи от манастира Риполи (днес също в Куйете). 
Първата документирана работа на Ридолфо е олтарната картина Мадона дела Чинтола, поръчана за Катедралата на Прато на него и на чичо му Давид през октомври 1507 г., но със сигурност изпълнена изцяло от Ридолфо и завършена през пролетта на 1509 г. В средата на 1510-те г. той вече е известен и търсен живописец – от този период са стенописите в Капела дей Приори в Палацо Векио (1514) и в Капела дей Папи в църквата „Санта Мария Новела“ (1514), последните в сътрудничество с младия Понтормо.
Във всички тези произведения художникът проявява силна склонност към форми и елементи от Куатроченто, с все по-явно изключване на всички онези мотиви, обусловили по-откритото поведение на творбите от предходните му години. Вече е забележително влиянието на Рафаело, преди всичко в цвета и в линията, която придобива различна ритмична тенденция в сравнение с формата и пластичната изпъкналост на светлосенките. Изучаването на Рафаело е демонстрирано и от някои портрети от края на първото и началото на второто десетилетие на века като този на Непозната жена от 1509 г. в Палатинската галерия на Палацо Пити, в който обемната твърдост на формата придобива почти абстрактна стойност, успоредно с Рафаело. От тези години е и Поклонението пред Младенеца, унищожена в Берлин по време на Втората световна война.
Темата за Рождество Христово е особено скъпа за твореца и тя се повтаря в едно от най-щастливите му произведения – паното с дата 1510 г., с подпис и с името на поръчителя (Музей на изящните изкуства, Будапеща). Мозайката с Благовещение в люнета на входната врата към клоатъра на Обетите на Пресвета Анунциата е от 1513 г. и изглежда поръчана през 1510 г. на чичо му Давид. Въпреки това Вазари говори подробно за него като за дело на Ридолфо и това е напълно подкрепено от стилистичните характеристики, от пълнотата на формите от 16 век и от използването на модели, които ще бъдат използвани от него и другаде. 
През 1511 - 1513 г. художникът е на служба на Фабриката на Флорентинската катедрала. На 26 февруари 1513 г. той започва дейността си за Флорентинската сеньория: би трябвало вече да има помощници и може би своя работилница. Между 1512 и 1513 г. създава произведения като Триптих с Рождество Христово и шестима светци (Музей на изкуството „Метрополитън“, Ню Йорк) и Портрет на златар (Палатинска галерия, Флоренция) – негов шедьовър като портретист, някога приписван на Леонардо да Винчи. От януари 1514 г. до 26 януари 1515 г. му е заплатено за стенописите на свода на параклиса Приори в Палацо Векио, извършени в декорациите с помощта на Андреа ди Козимо Фелтрини, негов ученик. Също така през 1515 г. създава едно доста възхвалявано от Вазари произведение – долната част на олтара с Три красиви истории на Нашата Дева за олтара на параклиса Бигало на площад „Сан Джовани“ във Флоренция, където се намира и днес. През 1511 г. рисува Мадоната на трон с Младенеца и светии за църквата „Сант Агостино“ в Сан Джиминяно.  
От този момент нататък дейността му се интензифицира все повече, особено по отношение на официалните поръчки, и той започва да работи на служба на Медичите, основно ангажиран със създаване на декорите и реквизита за церемонии и театрални представления по повод тържествени събития, свързани с живота на града. През 1515 г. заедно с учениците си се занимава с украсата на папските апартаменти в Санта Мария Новела (негов е стенописът Коронация в параклиса, а орнаменталната част е дело на Андреа ди Козимо Фелтрини) и с реставрацията на параклиса на Палацо Медичи по повод посещението на папа Лъв X. През 1516 г. подготвя реквизита и декорациите за сватбата на Джулиано де Медичи, херцог на Немур, и тези за погребението му през следващата година. През 1517 г. рисува едно от най-известните си произведения – двете Чудотворни факти за Св. Зенобий (Флорентинска академия), които трябва да бъдат поставени до Благовещение (пак там), нарисувано през 1510 г. от Мариото Албертинели и претворено от Ридолфо с Перуджино и Франческо Граначи същата година. Двете табла са представени като развитие на онзи реализъм, характерен за портретите на Ридолфо, който тук се интересува тук с особено зорко око от обкръжението на фактите в съвременна Флоренция. През 1518 г. творецът продължава дейността си за Медичите, като се грижи за реквизитите и декорациите за тържествата по случай сватбата на Лоренцо де Медичи, херцог на Урбино. По този повод той прави декорите, заедно с Франчабиджо, за две пиеси. Лоренцо де Медичи умира на следващата година и творецът се погрижва за тържественото му погребение в църквата „Сан Лоренцо“.  
Както свидетелства Вазари, Ридолфо е скромен човек и не отказва никакъв вид работа, дори от занаятчийско естество, като украса на знамена, флагове и други процесионни предмети за Флорентинската катедрала, където е назначен като основен художник. През същия период не е за пренебрегване дейността му като стенописец, за което свидетелства параклисът на вила „Коле Рамоле“ (днес Вила Агостини) близо до Галуцо (подселище на Флоренция), който той наследява от баща си: рисунките, изпълнени между 1515 и 1516 г., разкриват силно придържане към пътищата на Фра Бартоломео и Рафаело; интересни са и поради наличието на неговия автопортрет заедно с първата му съпруга и децата им Доменико, Костанца и Маргарита. На 10 юли 1519 г. му е платено за скиния в Чертога на Вал д'Ема, наречена Мадона на розите, изчезнала днес, както и за стенописната украса на два параклиса в църквата „Санта Феличита“, в които съответно той рисува, според Вазари, със съдействието на Микеле Тозини, мъртвия Христос с двете Марии и Възнесение Богородично с някои светци. 
През 1520 г. с Джулиано Буджардини той претворява олтарна картина на Якопо дел Селайо, а през 1524 г. – стъклописите на Катедралата на Арецо, дело на Гийом дьо Марсия. През 1521 г. създава за Марио ди Николо Белтрамини Пиетà със светиите Никола, Йоан кръстител, Йероним Блажени и Магдалина, завършена с долна част на олтара, в църквата „Сант Агостино“ в Коле ди Вал д'Елса. За същия поръчител и през същата година изписва фреската Мадоната с Младенеца и малкият Йоан Кръстител на ъгъла на къщата (незапазена). Мадоната на трон и светци, нарисувана за църквата „Сан Пиетро Маджоре“ в Пистоя (днес в Градския музей), е едно от най-големите му произведения от 1528 г. От 1531 г. е Портрет на Козимо I де Медичи като младеж (Музей на Медичите, Флоренция).  
През 1536 г. Ридолфо има важната задача да създаде декорите и реквизита за влизане на Карл V във Флоренция и с него работят Батиста Франко и Микеле Тозини: Вазари напомня по-специално за триумфалната арка, издигната при Канто дела Кукулия и за една друга арка, издигната на Порта а Прато по повод пристигането на Елеонора ди Толедо през 1539 г. През 1541 г. той се занимава с декорите и тържествата за кръщението на Франческо, най-големия син на Козимо I и Елеонора, и претворява заедно с Понтормо и Джовани Антонио Соляни олтарната картина Зачатие – дело на Вазари за църквата „Сантисими апостоли“.  През 1543 г. рисува Вечеря в Емаус в комплекса към църквата „Санта Мария дели Анджели“ във Флоренция. 
Дейността на художника става все по-оскъдна от края на четвъртото десетилетие на века, което според Вазари е поради неговата подагра. Сред последните му стенописни декорации, споменати от Вазари, са тези, които рисува в манастира „Санта Мария дели Анджели“, където се намира брат му Бартоломео, от които е съхранен само Тайната вечеря от 1543 г. – имитация на тази на Андреа дел Сарто в църквата „Санти Салви“. През последните му години преобладават творби от работилницата му, в които е отразена намесата на многобройните му ученици като Антонио дел Черайоло, Перин дел Вага, Бартоломео Джети, Мариано да Пеша, Карло Портели, Нунциато Пучини (Нунциата), Доменико Пулиго, Микеле Тозини (Микеле ди Ридолфо дел Гирландайо), както и произведения като Свети Йероним Блажени в църквата „Сантисима Тринитà“ (повторение на темата, изрисувана про-рано в панела, днес съхраняван в Флорентинската академия), Благовещение в църквата „Сан Пиетро ин Питиана“ в Реджело, повторено и имитирано на няколко пъти от неговите ученици, и различни други творби с преобладаващото сътрудничество на Микеле Тозини.  
Вазари говори и за други произведения, които не са съхранени до днес, като напр. копията на Подвизите на Херкулес от Антонио дел Полайоло, направени за Джован Батиста дела Пала и изпратени във Франция. 